# Villiers-en-Bière
Villiers-en-Bière és un municipi francès, situat al departament de Sena i Marne i a la regió de Illa de França. L'any 2007 tenia 215 habitants.
Forma part del cantó de Fontainebleau, del districte de Melun i de la Comunitat d'aglomeració Melun Val de Seine.

## Demografia

### Població
El 2007 la població de fet de Villiers-en-Bière era de 215 persones. Hi havia 80 famílies, de les quals 12 eren unipersonals (4 homes vivint sols i 8 dones vivint soles), 28 parelles sense fills, 36 parelles amb fills i 4 famílies monoparentals amb fills.
La població ha evolucionat segons el següent gràfic:
Habitants censats

### Habitatges
El 2007 hi havia 92 habitatges, 83 eren l'habitatge principal de la família i 8 estaven desocupats. 81 eren cases i 10 eren apartaments. Dels 83 habitatges principals, 60 estaven ocupats pels seus propietaris, 18 estaven llogats i ocupats pels llogaters i 5 estaven cedits a títol gratuït; 7 tenien dues cambres, 11 en tenien tres, 11 en tenien quatre i 54 en tenien cinc o més. 63 habitatges disposaven pel capbaix d'una plaça de pàrquing. A 31 habitatges hi havia un automòbil i a 46 n'hi havia dos o més.

### Piràmide de població
La piràmide de població per edats i sexe el 2009 era:
| Homes | Edats   | Dones |
| ----- | ------- | ----- |
| 0     | 95 o +  | 0     |
| 0     | 90 a 94 | 0     |
| 0     | 85 a 89 | 0     |
| 0     | 80 a 84 | 0     |
| 4     | 75 a 79 | 4     |
| 0     | 70 a 74 | 0     |
| 0     | 65 a 69 | 0     |
| 4     | 60 a 64 | 0     |
| 4     | 55 a 59 | 0     |
| 12    | 50 a 54 | 8     |
| 4     | 45 a 49 | 4     |
| 4     | 40 a 44 | 8     |
| 16    | 35 a 39 | 12    |
| 12    | 30 a 34 | 4     |
| 8     | 25 a 29 | 16    |
| 0     | 20 a 24 | 0     |
| 12    | 15 a 19 | 4     |
| 12    | 10 a 14 | 12    |
| 8     | 5 a 9   | 4     |
| 8     | 0 a 4   | 4     |

## Economia
El 2007 la població en edat de treballar era de 164 persones, 116 eren actives i 48 eren inactives. De les 116 persones actives 105 estaven ocupades (60 homes i 45 dones) i 11 estaven aturades (6 homes i 5 dones). De les 48 persones inactives 12 estaven jubilades, 21 estaven estudiant i 15 estaven classificades com a «altres inactius».

### Ingressos
El 2009 a Villiers-en-Bière hi havia 75 unitats fiscals que integraven 204,5 persones, la mediana anual d'ingressos fiscals per persona era de 26.001 €.

### Activitats econòmiques
Dels 130 establiments que hi havia el 2007, 1 era d'una empresa de fabricació d'altres productes industrials, 6 d'empreses de construcció, 83 d'empreses de comerç i reparació d'automòbils, 1 d'una empresa de transport, 8 d'empreses d'hostatgeria i restauració, 3 d'empreses d'informació i comunicació, 1 d'una empresa financera, 7 d'empreses immobiliàries, 9 d'empreses de serveis, 2 d'entitats de l'administració pública i 9 d'empreses classificades com a «altres activitats de serveis».
Dels 24 establiments de servei als particulars que hi havia el 2009, 1 era una oficina de correu, 1 una oficina bancària, 6 tallers de reparació d'automòbils i de material agrícola, 1 taller d'inspecció tècnica de vehicles, 3 paletes, 1 guixaire pintor, 1 electricista, 2 perruqueries, 6 restaurants, 1 tintoreria i 1 saló de bellesa.
Dels 53 establiments comercials que hi havia el 2009, 1 era, 1 una botiga de menys de 120 m², 1 una carnisseria, 26 botigues de roba, 2 botigues d'equipament de la llar, 6 sabateries, 3 botigues d'electrodomèstics, 1 una botiga d'electrodomèstics, 3 botigues de material esportiu, 3 perfumeries i 6 joieries.
L'any 2000 a Villiers-en-Bière hi havia 7 explotacions agrícoles que ocupaven un total de 584 hectàrees.

## Poblacions més properes
El següent diagrama mostra les poblacions més properes.